# Cytisus balansae
Espèce
Classification phylogénétique
Synonymes
- Corothamnus balansae (Boiss.) Ponert[1]
- Cytisus purgans subsp. balansae (Boiss.) Maire[1]
- Genista purgans f. balansae (Boiss.) Rouy[1]
- Sarothamnus balansae Boiss.[1]

Cytisus balansae est une espèce de plante de la famille des Fabaceae et du genre Cytisus. C'est un arbuste trouvé en Afrique du Nord et dans le sud de l'Europe.

## Description
Cytisus balansae est un arbuste d'une hauteur de moins d'un mètre généralement.

## Répartition
Cytisus balansae est présent au Maghreb et dans le Sud de l'Espagne.

## Taxonomie
Cytisus oromediterraneus est considéré, par certains botanistes, comme une sous-espèce ou une variété européenne de Cytisus balansae.

## Écologie
Cytisus balansae a pour parasite Protopirapion atratulum et Attactagenus dispar. Le fruit a pour parasite Bruchidius lividimanus et Exapion fuscirostre. La feuille a pour parasite Heterogynis paradoxa (en), Mirificarma interrupta (en), Livilla genistae (sv). La racine a pour parasite Strophosoma erinaceus (pt), Charagmus intermedius (pt), Andrion regensteinense (de). La tige a pour parasite Phyllonorycter balansae (nl).

## Utilisation
Cytisus balansae sert au Maghreb à la construction de bergeries.